# Patti (Album)
Patti ist das siebte Album der US-amerikanischen Soul-Sängerin Patti LaBelle aus dem Jahre 1985.

## Hintergrund
Patti ist Patti LaBelles dritte und letzte Veröffentlichung beim Plattenlabel Philadelphia International Records. Ihr darauffolgendes achtes Album Winner in You veröffentlichte sie 1986 beim Plattenlabel MCA Records. Das Album, auf dem nicht die Hits „New Attitude“ und „Stir It Up“ enthalten sind, enthält LaBelles Interpretation von „Look to the Rainbow“, ein Lied, welches sie auf jeder ihrer Tourneen sang. Außerdem enthält das Album eine achtminütige Live-Coverversion von Harold Melvin and the Blue Notes Klassiker „If You Don’t Know Me by Now“. Dieser Titel gehört auch zum festen Bestandteil der Tourneen von LaBelle. Ihre Coverversion erreichte Platz 79 der R&B-Charts. Die Ballade „I Can’t Forget You“ erreichte Platz 63 der R&B-Charts.
Das Album erreichte Platz 72 in den US-Albencharts.

## Titelliste
1. "Love Symphony" (Linda Womack) (3:36)
2. "Living Double" (Bunny Sigler) (4:20)
3. "Where I Wanna Be" (Kenny Gamble) (4:16)
4. "Shy" (Bunny Sigler) (4:26)
5. "Look to the Rainbow" (Lane, E.Y. "Yip" Harburg) (4:31)
6. "I Can’t Forget You" (J.H. Smith, Wells) (4:34)
7. "What Can I Do for You" (Simmons, Roebuck) (4:14)
8. "If You Don’t Know Me by Now" (Live-version) (Kenny Gamble, Leon Huff) (8:09)